# Iglesia de los subgenios
La Iglesia del SubGenio es una parodia de religión satírica postmoderna, aparecida originalmente en Dallas, Estados Unidos, que ganó popularidad en la subcultura de los años 1980 y 1990, con una gran presencia en Internet.

## Los fundamentos de «Bob»
La Iglesia del SubGenio dice haber sido fundada en 1953, aunque su popularidad actual puede sólo estar derivada de la publicación del Panfleto SubGenio Nº 1 en 1979. Ha encontrado aceptación en círculos de cultura underground y ha sido acogida en las universidades, en la escena musical underground y en Internet. La Iglesia describe su filosofía de la siguiente manera:

La Iglesia del SubGenio es una orden de Herejes y Blasfemos, dedicados a la Libertad de Pensamiento(Slack) Total, profundizando en la Ciencia de la Burla, Sadofuturismo, Megafísica, Escatolografía, Esquizofrénica, Moralismo, Sarcastrofía, Cinisreligión, Apocalipticonomía, Espectoracionalismo, Hipnopediatría, Subliminalismo, Satirología, Distoutopianidad, Sardonicología, Apariencionismo, Ridiculofagia y Teología Miscelánea.
Del Libro del SubGenio

Estos términos, usados de un modo que deliberadamente parodia los términos de la cienciología y la new age, refleja los objetivos de la Iglesia. Se describe a sí misma como una organización para «mutantes, blasfemos, descreídos, rebeldes, marginados, hackers, librepensadores» y gente que generalmente se considera a sí misma fuera de la «corriente dominante» de la sociedad. Esta organización está ampliamente vista como una sátira que se burla de la religión organizada o, como la Iglesia se describe a sí misma, «una cinisreligión».
De un modo que se burla de la naturaleza de muchas organizaciones religiosas sin ánimo de lucro, la Iglesia es conocida por descarados requerimientos de dinero de los creyentes y también de los no creyentes. La Iglesia está considerada una empresa para hacer dinero, y se declara a sí misma «la única religión que está orgullosa de pagar sus impuestos». Cualquiera puede convertirse en un ministro SubGenio oficial y ser miembro vitalício pagando una cuota de treinta dólares. Ningún otro requerimiento es indicado para los posibles miembros, aunque el coste de la ordenamiento separa a la Iglesia de la Iglesia Universal de la Vida y otras religiones por correo que ofrecen ordenación a todos los que la quieran. La Iglesia del SubGenio es conocida por una jugosa oferta que parte de la cuota de ordenamiento: «¡Eterna Salvación o Te Devolvemos el Triple de tu Dinero!» La organización dice que si un ministro SubGenio oficial muere y se encuentra a sí mismo de pie ante las puertas del Infierno «Normal» o «Aburrido», será personalmente saludado por el fundador de la Iglesia J. R. «Bob» Dobbs en Persona y recibirá un cheque reembolso por valor de noventa dólares, junto con un folleto titulado Cómo Disfrutar del Infierno por Cinco Centavos al Día, que cuesta 89,95$.